# ويليام تشارلز ولز
ويليام تشارلز ولز (بالإنجليزية: William Charles Wells)‏ هو طبيب عسكري أمريكي، ولد في 1757 في تشارلستون في الولايات المتحدة، وتوفي في 1817.